# Museum van het Kamp van Beverlo
Het Koninklijk Museum van het Kamp van Beverlo is een museum in Leopoldsburg dat is gewijd aan de militaire geschiedenis van het Kamp van Beverlo en Leopoldsburg. Het bevindt zich aan de Hechtelsesteenweg 9 in het uit 1850 daterende militair hospitaal. Het museum werd opgericht in 1972 en bevindt zich sinds 1982 op de huidige locatie, waar het vier voormalige ziekenzalen en een 175 meter lange gang omvat.

## Collectie
In de gang vindt men voorwerpen die de prehistorie van het terrein belichten, werken van kunstenaars over de Eerste Wereldoorlog, historische legeronderdelen als de Grenswielrijders, de Eerste Wereldoorlog en de Force Publique, de Dodendraad, Decauville smalspoor,  de Tweede Wereldoorlog, de bombardementen, de Weermacht in het voormalige Belgisch-Congo, en zaken die meer actuele militaire historie betreffen. Op het einde van de gang treft men het dodenhuisje aan en een autopsietafel.
In de zalen vindt men achtereenvolgens:
- Zaal 1: de geschiedenis van het Kamp en die van Leopoldsburg; uniformen, vaandels en dergelijke
- Zaal 2: permanente tentoonstelling "De Groote Oorlog in Leopoldsburg"
- Zaal 3: voorwerpen die betrekking hebben op het toenmalige militair hospitaal vindt men in een zaal die was voorbehouden aan de Tuchtcompagnie (compagnie sans floche), hier zijn ook herinneringen aan de geestelijke verzorging van de militairen en de kerkelijke geschiedenis van Leopoldsburg te vinden, inclusief van de daar gevestigde kloosters
- Zaal 4: de traditiezaal van vier regimenten Karabiniers-Wielrijders, ofwel de Zwarte Duivels. Hier zijn ook tijdelijke tentoonstellingen en wordt de heemkunde van Leopoldsburg belicht
- De douchezaal, inclusief herinneringen aan de smalspoorbaan

## Galerij

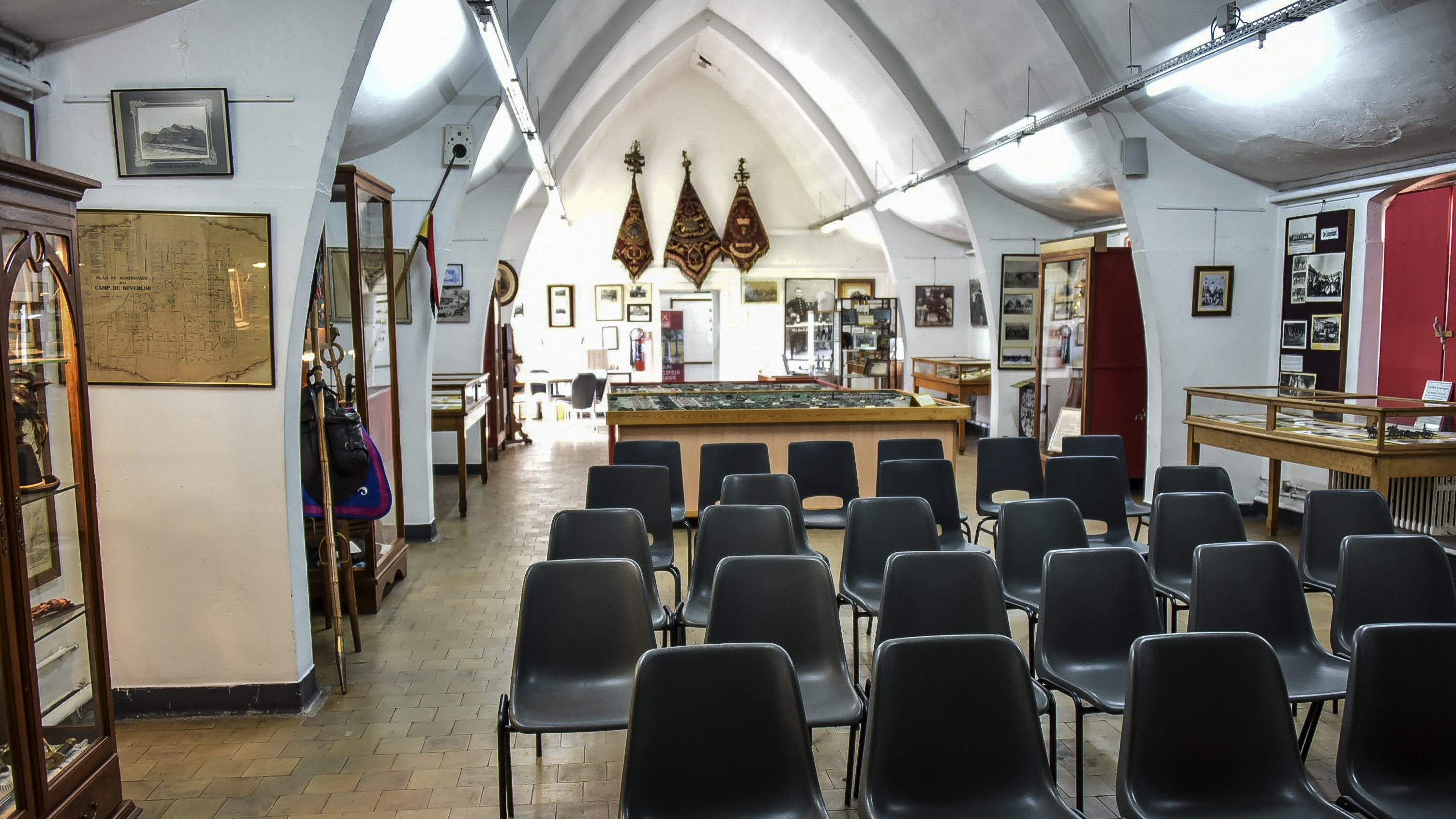
Een van de zalen
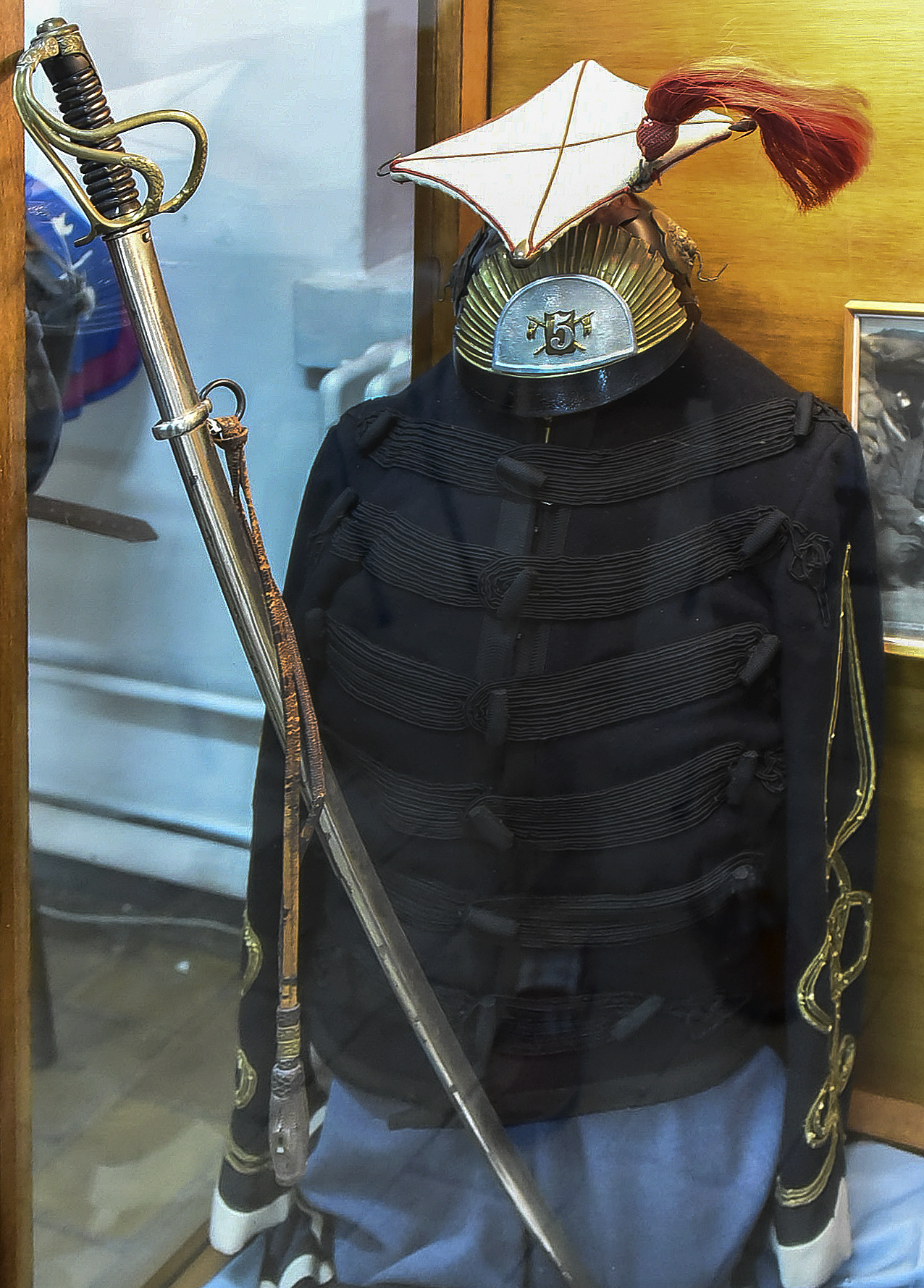
Uniform van een 1e luitenant van het 5e regiment Lansiers
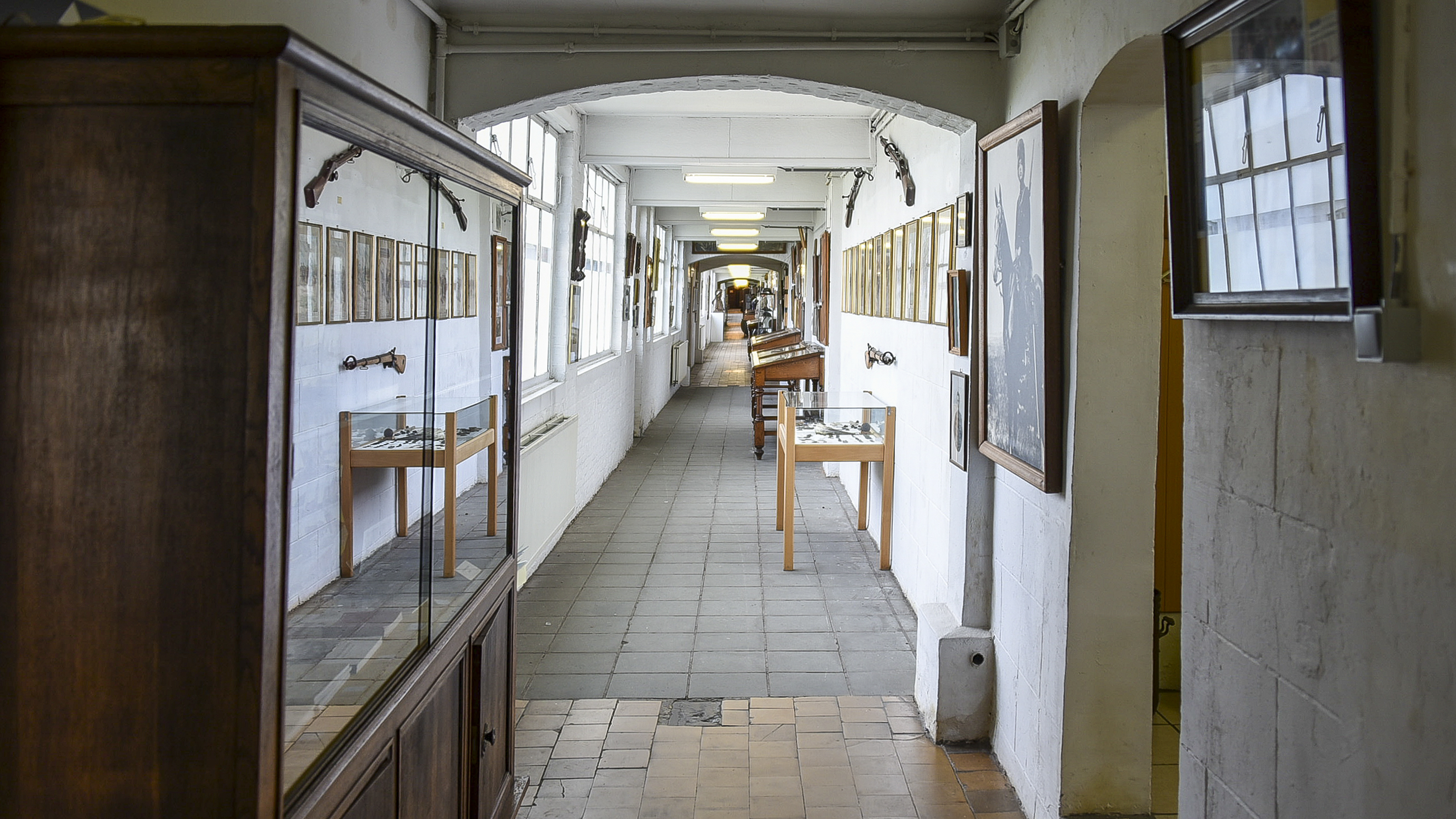
Gang van het museum
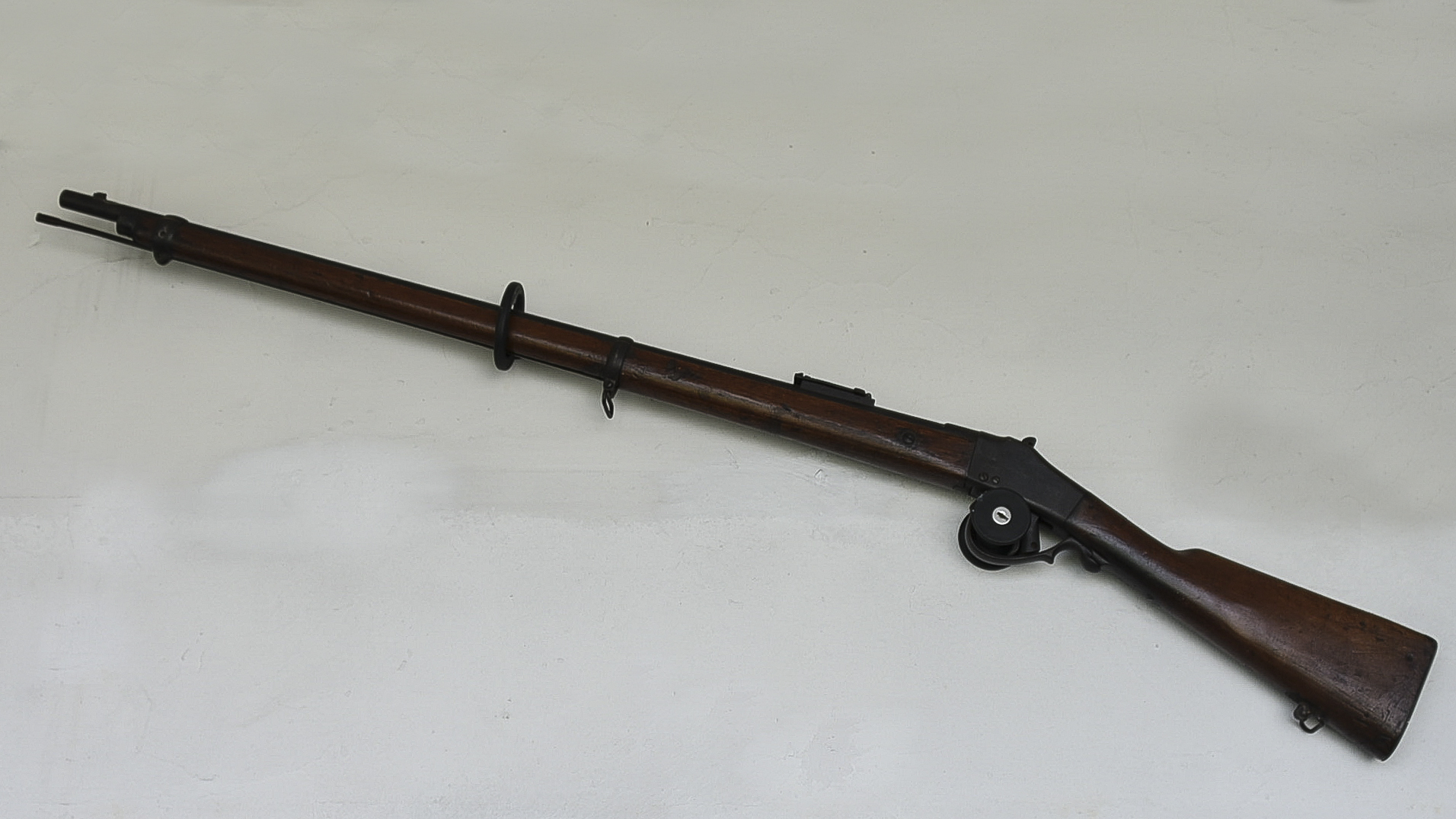
Comblain M1871, Belgisch geweer
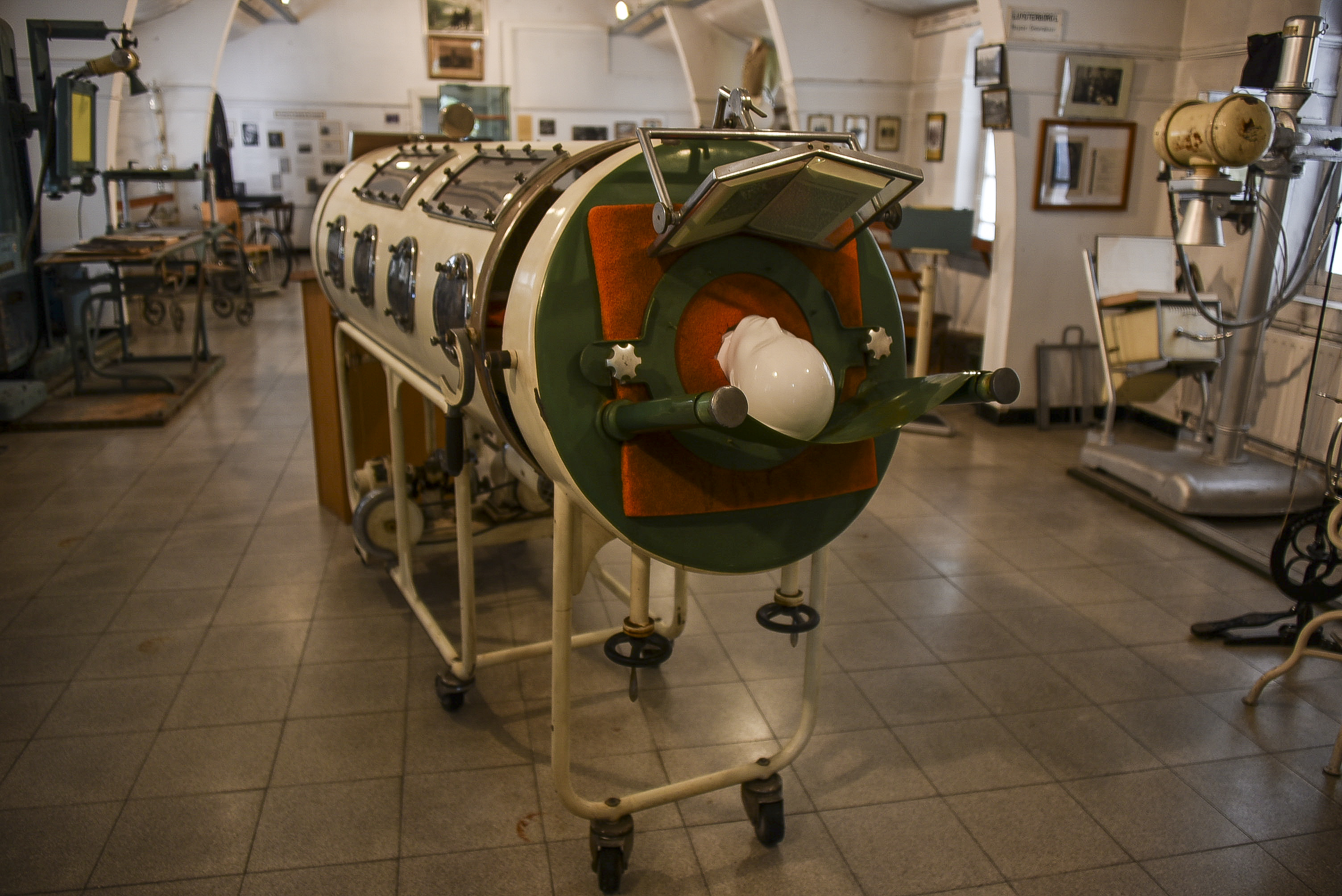
Een ijzeren long